# يان غوغ
يان غوغ (بالإنجليزية: Ian Gough)‏ هو لاعب اتحاد الرغبي بريطاني، ولد في 10 نوفمبر 1976 في Pontypool ‏ في المملكة المتحدة.

## وصلات خارجية
- يان غوغ عل موقع إسبنسكروم (الإنجليزية)
- يان غوغ على موقع ItsRugby.co.uk (الإنجليزية)